# 黄纪诚
黄纪诚（？—），男，中华人民共和国政治人物，曾任北京市人民政府市长助理，北京市政协副主席。后因严重违法违纪被开除党籍。